# Merkava
Merkava (em hebraico: מרכבה) é o principal tanque das Forças de Defesa de Israel. Foi desenvolvido na década de 1970, pela empresa MANTAK, sendo colocado no serviço activo em 1979. Viu combate pela primeira vez em 1982 e tornou-se o principal carro de combate do exército israelense desde então.

## Descrição

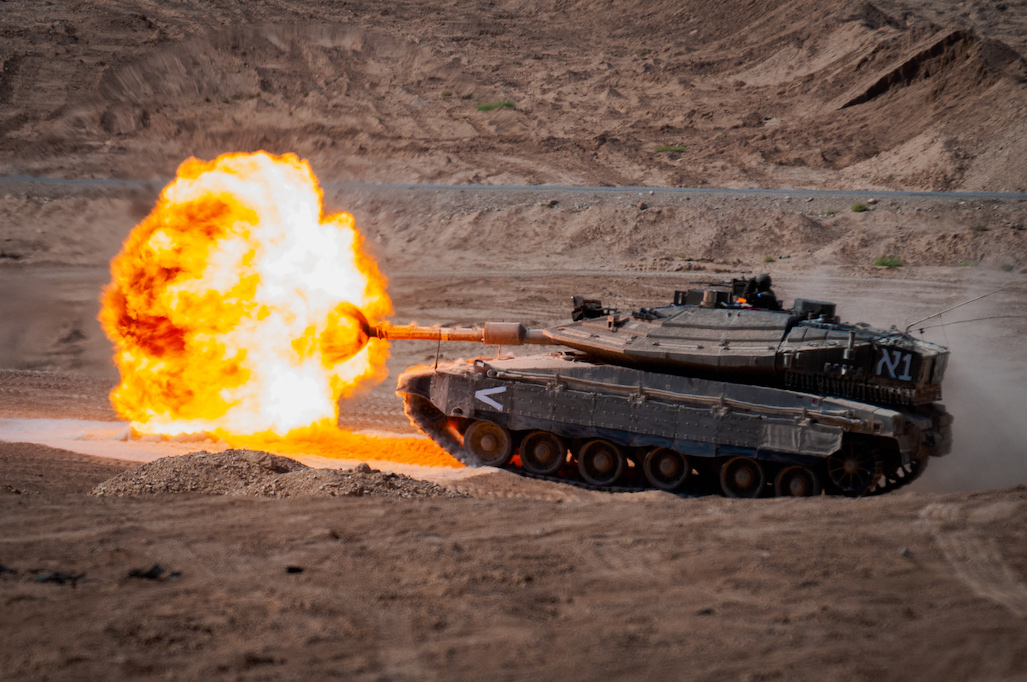
Um Merkava Mark 4 disparando seu canhão de 120 mm.

Com o conhecimento e a experiência adquiridos nas modificações de seus carros de combate, originários da França, EUA e Grã-Bretanha, os israelenses decidiram criar, no final dos anos 60, o projecto de um tanque inteiramente nacional, ao qual denominaram Merkava. Os primeiros estudos datam de 1967. e seguindo algumas orientações do General Israel Tal, veterano de campanhas militares, procurou-se adaptar o tanque às condições locais e eleger alguns princípios fundamentais para sua construção: primeiro e mais importante, deviam garantir ao máximo a sobrevivência da guarnição; a potência de fogo vinha em segundo lugar e a seguir a mobilidade. A primeira unidade produzida, na versão Mark 1, saiu da linha de produção em 1979. Seu desenho nada convencional, com o motor e a transmissão na frente e o compartimento de combate atrás, permitiu colocar uma porta na parte traseira, para escape em caso de emergência ou para transporte de infantaria. Espaçoso, o ambiente da tripulação estende-se de lado a lado do veículo e tem ar-condicionado, um conforto extremamente útil em combates prolongados sob elevadas temperaturas, como nos desertos. A silhueta-alvo oferecida pelo Merkava é a mais baixa possível, com a parte frontal angulosa e a torre apresentando uma pequena seção transversal projetando-se para trás. Isto lhe dá um perfil muito baixo, que lhe permite permanecer virtualmente oculto no deserto, onde há pouca cobertura natural.
Sua espessa blindagem é fundida e soldada sob rigorosos testes de resistência, oferecendo proteção adequada contra explosivos incendiários de fósforo, HEAT e HESH. Saias laterais blindadas protegem a suspensão.O armamento principal é um canhão de 120mm, desenvolvido pela IMI (Israel Military Industries Ltd.), que utiliza cargas HEAT, HESH, APDS e APFSDS. Um morteiro de 60 mm, lançadores de fumaça e três metralhadoras de 7,62 mm constituem o armamento secundário. Um estabilizador de quatro posições (duas giratórias e duas elevatórias), um computador balístico de controle digital, um telémetro a laser e um periscópio de 360°, com ampliação de 4 a 20 vezes, constituem o sistema de controle de tiro do Merkava, que conta ainda com imageadores termais para operações noturnas.

## História e Variações
Os veículos Merkava, nasceram da necessidade premente de Israel obter veículos blindados modernos e de se tornar independente da possibilidade de boicotes internacionais de armamentos, numa área considerada vital pelos estrategistas de Israel.
Quando em 1973 na Guerra do Yom Kippur, se tornou evidente que os modelos de tanques em serviço eram relativamente frágeis perante as novas armas portáteis antitanque do tipo LGF (Lança Granada-Foguete) como o RPG-7 o projecto do Merkava, passou a ser considerado como da maior prioridade.
O objetivo era produzir um carro de combate que seguisse a tradição dos tanques britânicos, com pesada blindagem, abrindo mão da velocidade, até porque num país tão pequeno como Israel não há espaço para grandes movimentações defensivas.
O Merkava, incluiu também a possibilidade de transportar um pequeno grupo de infantaria, pois o facto de ter um motor à frente passou a permitir o acesso ao veículo através de uma porta traseira por onde os infantes podem entrar ou saír, sem ter que utilizar os acessos na torre onde ficam muito mais expostos.
O Merkava sofreu alterações e modificações nos anos seguintes, tendo como objetivo aumentar a sua blindagem e capacidade de combate.

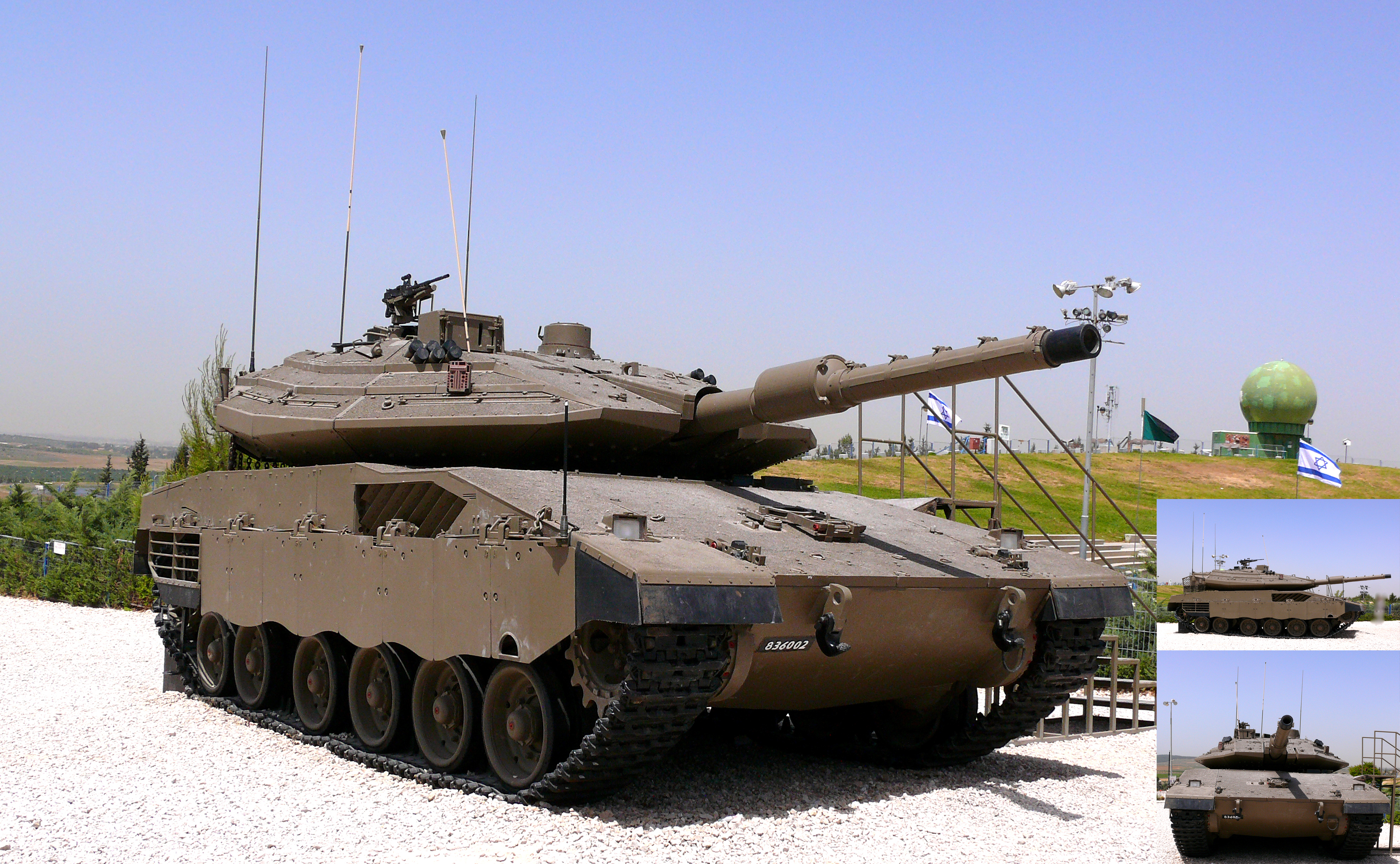
Merkava Mk4 em Yad La-Shiryon.

A versão Mk.II foi lançada com algumas modificações ao nível da blindagem, e com uma metralhadora adicional para defesa antiaérea.
Mais radicais foram as modificações introduzidas na versão Mk.III porque um novo motor e um novo canhão com calibre 120mm e uma torre com controle eléctrico substituindo o controle hidráulico constituíram alterações significativas.

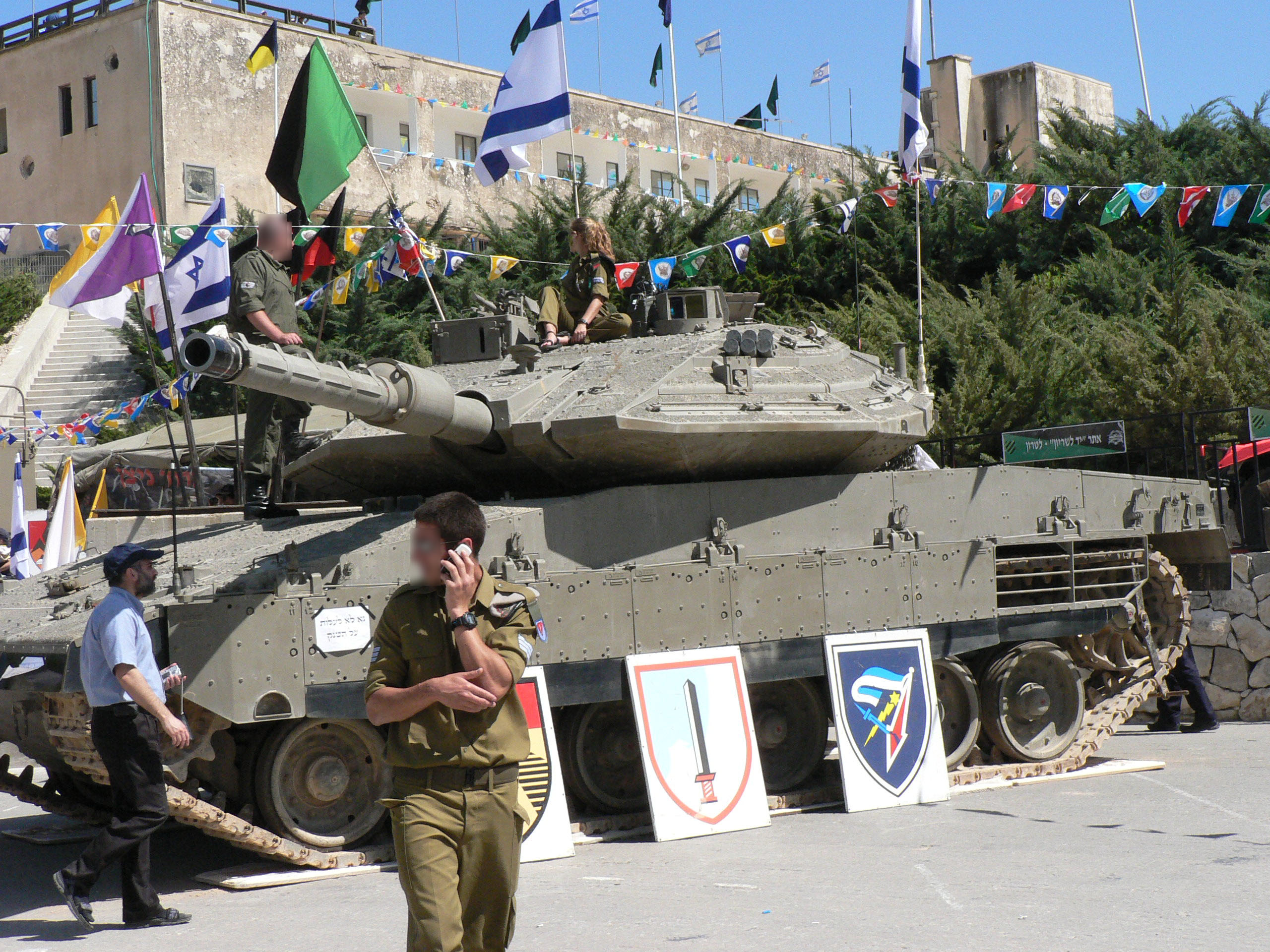
Merkava Mark IV mostrado ao público em Yad La-Shiryon durante Dia da Independência de Israel em 2002.

A versão IV deste tanque foi apresentada pelo Ministério da Defesa de Israel, em junho de 2002, o Merkava Mk IV, com novos sistemas eletrónicos, motor mais potente, maior blindagem e canhão aperfeiçoados, com as primeiras unidades operacionais em 2004, com uma encomenda inicial de 340 unidades. Um pouco mais largo que o Merkava Mk3, em actividade desde 1990, o Mk4 pode transportar oito soldados de infantaria, uma equipe de comandos ou três macas com feridos. Impulsionado por um motor GD 883 V-12 a diesel, fabricado pela General Dynamics americana, de 1500 hp, representa um acréscimo de 25% na potência em relação ao seu antecessor. Está preparado para resistir a impactos de mísseis ar-superfície, lançados de helicópteros, ou modernas armas antitanque de ataque a parte superior do veículo. Conta com detectores e extintores automáticos de incêndio, placas metálicas adicionais na parte de baixo contra minas e proteção contra contaminação NBC. Aquando o desenho desta versão, algumas modificações foram retroadaptadas para a versão Mk III, então ainda em produção.
O tanque têm um melhorado Trophy SPA (Sistema de Protecção Activa), cobertura de câmara a 360º, Monitores de Alerta "HUD" ao estilo de aviões jacto modernos, e novos sensores que lhe permitem indepentemente adquirir alvos e rapidamente atingi-los, assim como capacidade de guerra electrónica e avançados sistemas de processamento de dados, a par de sistemas cinéticos capazes de intercepção de drones e mísseis.
Enquanto o Merkava-2 é visto como uma modernização do Merkava-1, o Merkava-4 é visto como um tanque com muito maior grau de modificações e diferenças relativamente ao modelo anterior. Ele é mesmo promovido como um tanque completamente diferente.
No entanto, embora a blindagem do veículo seja excelente, ele não é invulnerável, como ficou claro durante o conflito no Líbano, onde algumas unidades foram destruídas por explosivos colocados no solo.
A aparência exterior não é muito diferente dos seus antecessores com o motor MTU de origem alemã (fabricado sob licença pela General Dynamics) a ocupar grande parte da área frontal do tanque. O motor é controlado e monitorizado por um computador, que apresenta os dados num monitor. O novo motor permitiu que a parte frontal do tanque seja mais lisa o que permite um melhor campo de visão para o condutor.
Desde a guerra no Líbano em 1982, que o maior medo dos militares das unidades blindadas de Israel eram os helicópteros antitanque. Por isso o novo canhão de 120mm também tem capacidade para disparar mísseis antitanque do tipo LAHAT.
O tanque está também equipado com duas metralhadoras calibre 7,62 mm. Uma montada coaxialmente ao canhão e a outra no topo da torre. Além destas armas o Merkava também está equipado com um morteiro de retrocarga de 60mm.
Embora alguns veículos Merkava tenham sido danificados por armas antitanque, eles foram recuperados, o que demonstra a sua qualidade de construção.
Mas o facto de alguns terem de facto sido colocados fora de combate, levou a que em 2007 as autoridades militares de Israel considerassem a possibilidade de não prosseguir com maiores desenvolvimentos neste veículo. No entanto, isto não se verificou, desenvolvendo-se a próxima iteração do carro de combate, que aparenta ser uma versão melhorada do Mark IV, muitos dos sistemas incorporados no novo tanque readaptados para a versão anterior ainda em produção.
O Mark V "Barak" (Relâmpago) entrou em serviço em 2023.

## Blindagem Modular e Cambiável
A blindagem do Merkava 4 é alegadamente composta por novos materiais cujo desenvolvimento é exclusivo para este tanque. A blindagem é híbrida e modular, o que quer dizer que a blindagem do tanque é composta tanto por elementos passivos (componentes cerâmicos e metálicos) conjuntamente com módulos de blindagem reactiva que pode impedir a perfuração por armas antitanque portáteis. A blindagem modular permite que os módulos de blindagem transportados para o campo de batalha possam ser trocados, consoante a análise que os comandantes fizerem da ameaça que vai ser enfrentada.
Todos os quatro membros da tripulação, têm à sua frente um monitor de computador, que lhes fornece dados sobre a sua função específica e o comandante tem a possibilidade de aceder a todos esses dados.

## Principal Utilizador
- Israel
  - Designação Local: Merkava 4

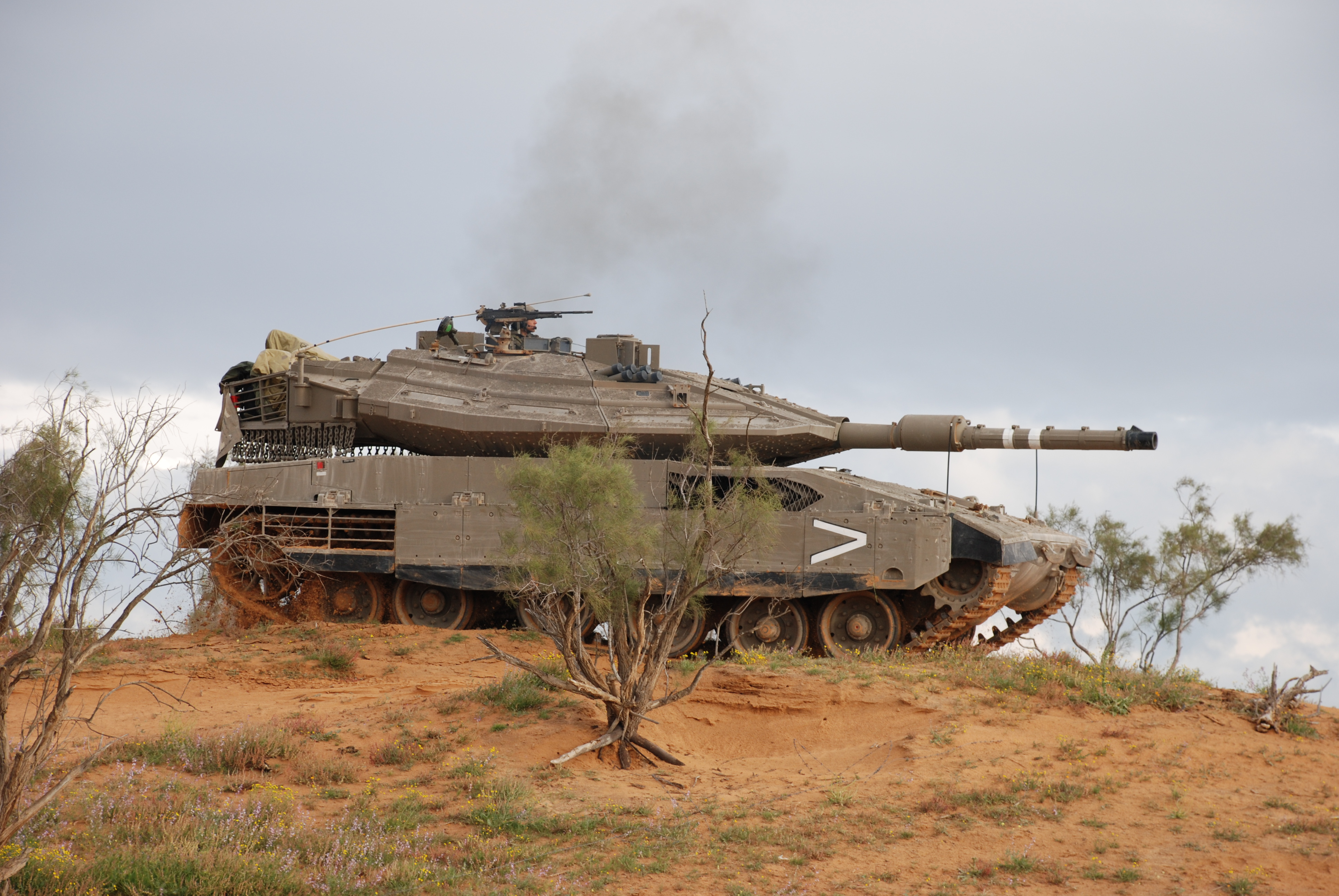
Merkava Mark IV da brigada 401 durante um exercício de treinamento.

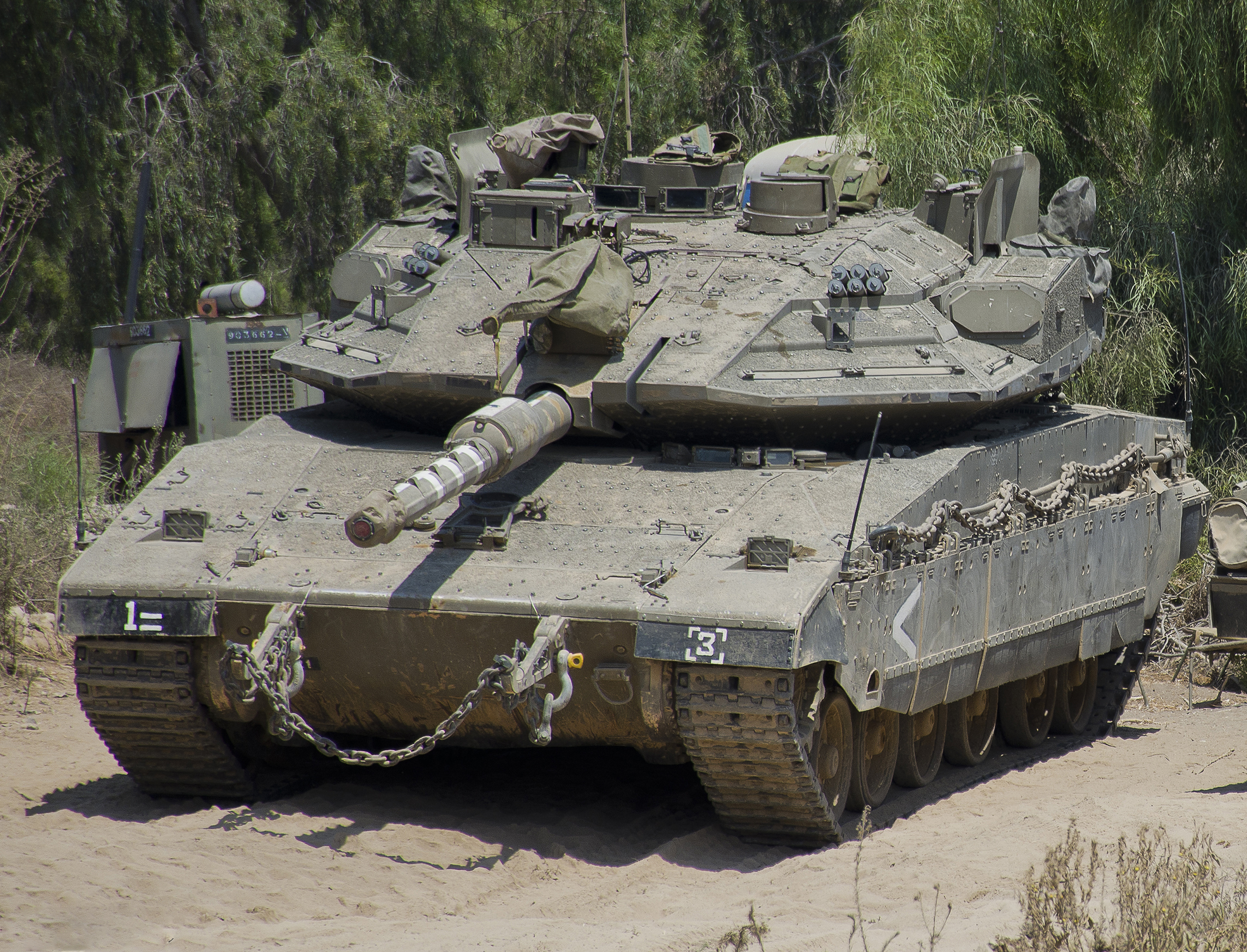
Um Mk-4 israelense.

  - Qtd: Máx: 400 - Qtd. em serviço: 350
  - Situação: Em serviço

A última versão do Merkava, entrou ao serviço no ano 2004. O veículo foi entregue às mais importantes unidades blindadas do exército daquele país.
A primeira prova de fogo do Merkava-IV ocorreu em 2006 durante o conflito que colocou frente a frente o exército de Israel e as forças do movimento integralista islâmico Hezbollah.
No tipo de conflito em que se envolveu, a blindagem do Merkava parece ter passado relativamente bem o teste, embora não sem vítimas.
A capacidade da blindagem do Merkava ficou provada quando em alguns encontros, tropas de Israel ficaram cercadas e os feridos tiveram que ser evacuados utilizando tanques Merkava, que eram os que melhor resistiam aos tiros inimigos.
No entanto os Merkava não são adequados para o tipo de conflito em que foram envolvidos. Em combates rua a rua e casa a casa, é possível criar armadilhas, com grandes quantidades de explosivos do tipo EMP, que se devidamente dissimulados podem colocar um Merkava fora de ação. Este tipo de ataque é, todavia, extremamente difícil de efectuar e de prever. 
Numa guerra de movimentos de blindados, em que os carros de combate avancem e deixem para a artilharia o tratamento de bolsas de resistência, os seus proponentes acreditam que o Merkava estaria ao nível dos tanques mais eficientes do mundo.

### Variantes construídas
- Merkava Mark I: + 250 veículos
- Merkava Mark II: + 580 veículos
- Merkava Mark III: + 780 veículos
- Merkava Mark IV: + 360 veículos